# Jack DeSena
Jack Patrick De Sena (född som John Patrick DeSena), född 6 december 1987 i Boston, Massachusetts, är en amerikansk skådespelare. Han var med i serien All that 2002-2005. Han har även gjort rösten till Sokka i Avatar: Legenden om Aang och Callum i Drakprinsen.

## Filmer
- The Wild
- Dorae the Movie: Nobia and the Green Giant Legend
- JLA Adventures: Trapped in Time
- Movies in Space
- The White Room
- The Veil
- I Got This
- Missing Words
- They Won't Last
- How To Get Out of Jury Duty
- Too Late

### TV serier
- All That
- Grounded for Life
- Avatar: Legenden om Aang
- King of the Hill
- The Batman
- Dorm Life
- Generator Rex
- Battleground
- Sam & Cat
- Melissa & Joey
- 100 Things to Do Before High School
- House of Lies
- Legendary Dudas
- Chris & Jack
- Veep
- Seven Bucks Digital Studios
- Sorry for Your Loss
- The Dragon Prince
- Monkie Kid
- The Coop

## Fotnoter
1. ↑  Deutsche Synchronkartei, Deutsche Synchronkartei skådespelar-ID: 11627, läst: 4 april 2022.[källa från Wikidata]